# Mitu
Pour les articles homonymes, voir Mitu.
Genre
Synonymes
- Mitua Strickland, 1841[1]

Statut CITES
Le genre Mitu regroupe quatre espèces d'oiseaux appartenant à la famille des Cracidae.

## Liste des espèces
Selon la classification de référence du Congrès ornithologique international (version 15.1, 2025) :
- Mitu tomentosum (Spix, 1825) – Hocco de Spix ;
- Mitu salvini Reinhardt, 1879 – Hocco de Salvin ;
- Mitu tuberosum (Spix, 1825) – Hocco tuberculé ;
- Mitu mitu (Linnaeus, 1766) – Hocco mitou.